# غريفين (جورجيا)
غريفين (بالإنجليزية: Griffin, Georgia)‏ هي مدينة تقع في مقاطعة سبالدينغ، جورجيا بولاية جورجيا في الولايات المتحدة. تبلغ مساحة هذه المدينة 37.8 (كم²)، وترتفع عن سطح البحر 298 م، بلغ عدد سكانها 23643 نسمة في عام 2010 حسب إحصاء مكتب تعداد الولايات المتحدة.

## أعلام
- صموئيل بينتون
- هنري كار
- فيلي غولت
- دوك هوليداي
- جون د. ستيوارت
- إدوارد اندروز
- إيفلين ماير
- ديفيد جاكسون بيلي
- وايوميا تيوس

## وصلات خارجية
- http://www.cityofgriffin.com/
- Cities & Counties - Georgia.gov